# Aérodrome de Montendre - Marcillac
L’aérodrome de Montendre - Marcillac (code OACI : LFDC) est un aérodrome ouvert à la circulation aérienne publique (CAP), situé sur la commune de Marcillac à 3,7 km à l’ouest-sud-ouest de Montendre dans la Gironde (région Nouvelle-Aquitaine, France).
Il est utilisé pour la pratique d’activités de loisirs et de tourisme (aviation légère).
Cet aérodrome que l'on doit à M. Guy Lévêque a été créé en 1956.

## Installations
L’aérodrome dispose d’une piste en sable compacté sud-nord (15/33), longue de 790 m et large de 60. Elle comprend à chaque extrémité, deux surfaces bitumées longues de 100 m et large de 25, reliées par une bande de grave compacte large de 10 m.
L’aérodrome n’est pas contrôlé. Les communications s’effectuent en auto-information sur la fréquence de 119,785 MHz.
L’avitaillement en carburant (UL 91) y est possible.

## Activités
- Aéro-club de Montendre et Nord-Blayais
- AS Blayelec - Section ULM